# Olifants River (Westkap)
Der Olifants River in der südafrikanischen Provinz Western Cape (auch Cape Olifants Rivier) ist ein etwa 320 Kilometer langes Gewässer, das sein Quellgebiet an den Berghängen zwischen Groot-Winterhoek-Berge und Skurfteberge hat. Die Mündung des Olifants River liegt am Atlantik.

## Verlauf
Von morphologischer Bedeutung in seinem Verlauf ist das Durchbruchstal in den Bergketten des Koue Bokkeveld (englisch Cold Bokkeveld). Das Tal nach diesem Durchbruch verläuft durch eine niederschlagsarme Region, die wegen der hier auftretenden Nebelfeuchte als Wirkung des Benguelastroms trotzdem günstige landwirtschaftliche Bedingungen ermöglicht. An seinem Unterlauf ab dem Ort Klawer erstreckt sich eine Trockenregion. Diese klimatischen Verhältnisse gaben den Anstoß für ausgedehnte Bewässerungsanlagen. Zunächst waren das Pumpstationen und aus Steingeröll errichtete kleinere Wehre. 
An der Westseite des Tals zweigt aus dem Bulshoek-Stausee ein Hauptbewässerungskanal ab, der dem weiteren Talverlauf über die Ortschaften Klawer und Vredendal hinaus bis in Mündungsnähe am Atlantik folgt. Ebenso gibt es einen östlich vom Olifants River im Tal verlaufenden Kanal (Doorn River Canal), der auch Wasser aus dem periodisch abkommenden Doorn River (Doringrivier) aufnimmt. Beide Kanäle ermöglichen umfangreiche landwirtschaftliche Aktivitäten und tragen zur Wasserversorgung der Namakwa Sands Mine sowie weiteren kleineren Bergbauunternehmen bei. Kleine Seitentäler und Riedel haben in diesem Kanalsystem seit 1957 zum Bau kleinerer Aquädukte und Tunnel geführt.
Der Olifants River mündet bei der Ortschaft Papendorp in den Atlantik und bildet dabei einen Ästuar aus.

## Stauanlagen
Im Jahre 1905 plante man bei Bulshoek einen Staudamm, der schließlich 1922 unter Mitwirkung italienischer Ingenieure etwa 25 Kilometer nördlich von Clanwilliam errichtet wurde. Das Stauwehr (Bulshoek Barrage oder Bulshoek Weir) wurde Teil des staatlichen Olifants River Irrigation Scheme (deutsch etwa: „Olifants-River-Bewässerungssystem“, aktuell: Olifants River (Vanrhynsdorp) Government Water Scheme).
Von 1932 bis 1935 erfolgte der Bau des Clanwilliam Dam nahe der gleichnamigen Kleinstadt. Eine Erhöhung der Dammkrone um etwa 13 Meter wurde 2015 geplant, um die Kapazität des Stausees zu steigern; die Bauarbeiten sollen bis 2023 abgeschlossen sein. Unterhalb dieses Staudamms befinden sich entlang des Flusslaufes zahlreiche private Ableitungswehre, Pumpstationen und kleinere Bewässerungssysteme. Die Stadt Clanwilliam gewinnt ihr Trinkwasser aus dem hier einmündenden Nebenfluss Jan Disselsrivier.
- Clanwilliam Dam (Kapazität 122 Millionen m³)[3]
- Bulshoek Weir (Kapazität 5,7 Millionen m³)[3]

## Nebenflüsse
- rechtsseitig: Holrivier, Troe Troerivier, Doring River (mit Tankwa River), Kliphuisrivier, Jan Disselsrivier, Rondegatrivier, Heksrivier, Boontjiesrivier, Noordhoeksrivier, Theerivier, Oudsterivier
- linksseitig: Rietvleirivier, Seekoeivleirivier, Elandskloofrivier, Palmietfonteinrivier.

## Nutzung der Talzone
Im Tal des Olifant River gibt es um Citrusdal und Clanwilliam seit mehreren Jahrhunderten ausgedehnte landwirtschaftliche Aktivitäten, die hauptsächlich den Anbau von Zitrusfrüchten, Rooibos-Tee und die Honiggewinnung betreffen. Hier liegt auch eines der großen südafrikanischen Weinbaugebiete.